# Fiorde Ocidental

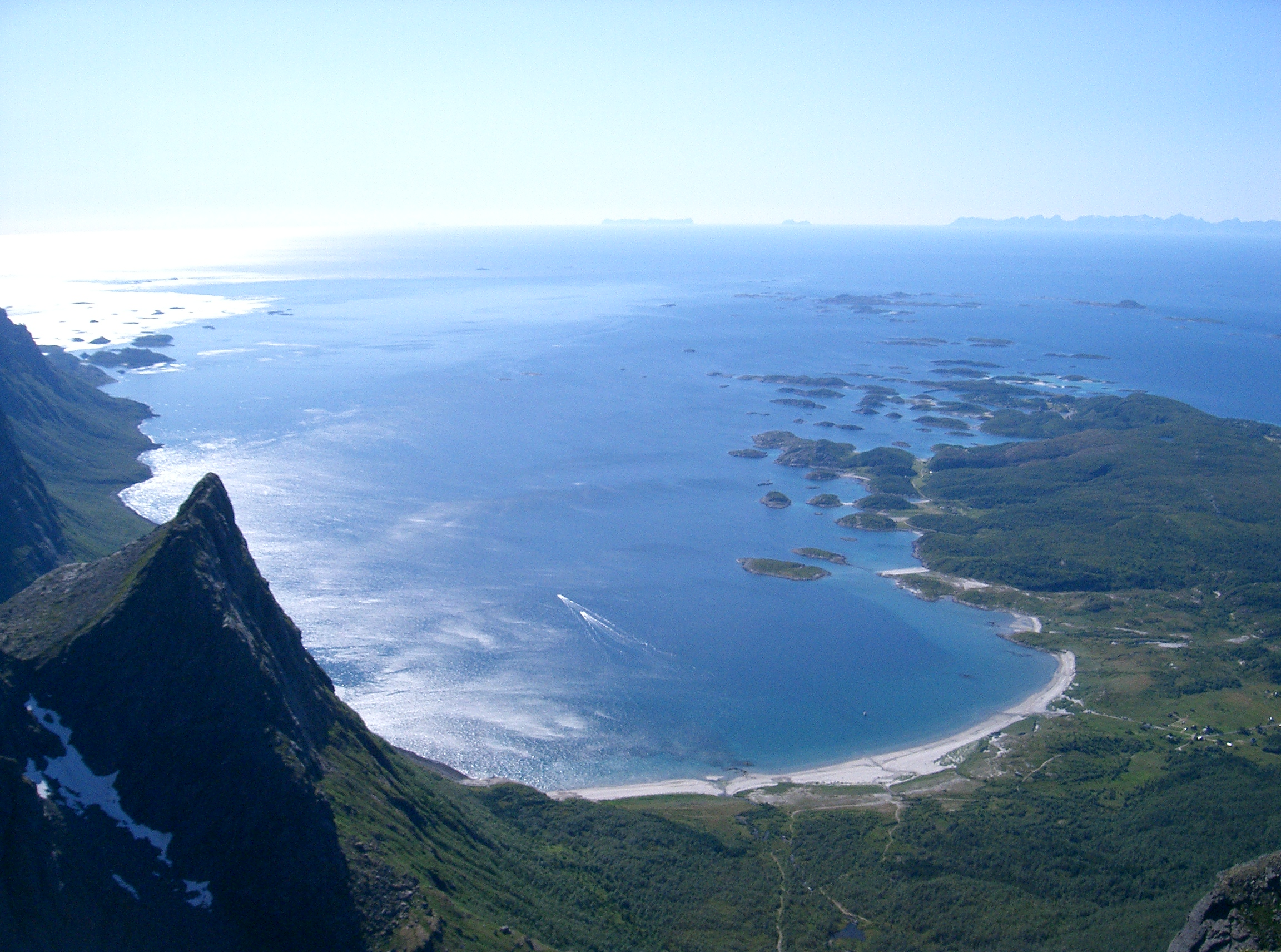
Vestfjord visto de uma montanha em Steigen, com a parte sul do muro das Lofoten visível à direita

Fiorde Ocidental é um fiorde na Noruega, que pode ser classificado como um firth ou uma angra aberta entre o arquipélago de Lofoten e a parte continental da Noruega, a noroeste de Bodø. O Fiorde Ocidental é famoso pela pesca de bacalhau, que tem vindo a ser explorada desde o período medieval. Fortes ventos e mar alteroso são comuns no Vestfjord durante o inverno.
O Fiorde Ocidental inicia-se perto de Bodø, a 100 km a norte do círculo polar ártico. De lá, o Fiorde Ocidental estende-se por cerca de 200 km para nordeste até à ilha de Vesterålen. Além de Bodø, as principais localidades nas margens do Vestfjord são Svolvær e Stamsund, ambas nas Lofoten.